# 社会的決定
社会的決定 (しゃかいてきけってい) とは、集団内における個人の意見や意思をどのように反映させるか、そのルールを決定することである。

## 主な決定方式

### 単記投票方式
選択肢の中でもっともよいと思われる選択肢のみを投票し、得票数が最も多いものに決定する方式。

### 上位二者決選投票方式
単記投票方式を行った結果、最大得票数を得た選択肢が過半数に達していない場合、上位2選択肢について決選投票を行う方式。

### 順位評定方式(ボルダ方式)
すべての選択肢に順位をつけて得点化し、最も点を集めた選択肢が選ばれる決定方式。
具体的には、選択肢がm個ある場合、最高順位のものにm-1点、次の順位の者にm-2点...と続けていき、最下位のものを0点として得点化する。

## 結果のルール依存性
同一の状況に様々な決定方式を当てはめてみると、どの決定方式を用いたかによって結果が異なってくる。これは、各決定方式には特徴があり、どのような意思のくみ取り方がよいかという考え方に相違がみられるからである。例えば、単記投票方式は、最もよいと思われる意思しかくみ取らないため、「1番よい」という意思に重きを置いている決定方式である。一方、順位評定方式は、すべての選択肢の意思をくみ取るため、「1番よい」という意思をとりわけ特別視しているわけではない。このような各ルールの決定観の違いが、異なった結果をもたらす原因である。ただし、各決定方式にはそれぞれ長所と短所があるため、一概に「この決定方式が最もよい」ということはできない。